# Vercingetorix

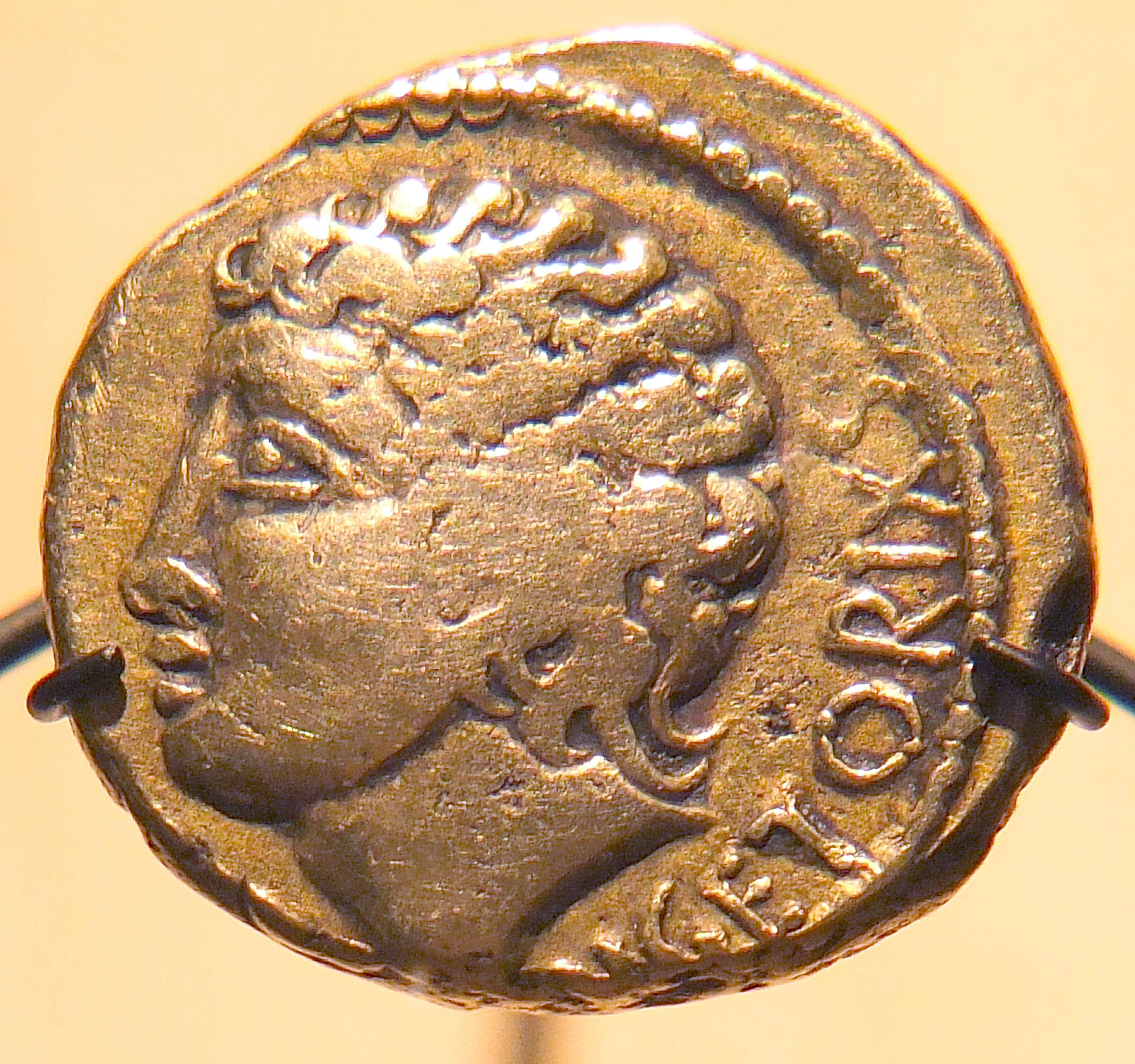
Stater vàng của Vercingetorix, Cabinet des Médailles. Hình vẽ này được lý tưởng hóa và biểu tượng hóa.

Vercingetorix (/ˌvɜːrsɪnˈdʒɛtərɪks/ VUR-sin-JET-ə-riks or /ˌvɜːrsɪŋˈɡɛtərɪks/ VUR-sing-GET-ə-riks; phát âm tiếng Latinh: [werkiŋˈɡetoriːks]; khoảng 82 TCN – 46 TCN) là một thủ lĩnh của bộ lạc Arverni; ông đã đoàn kết các bộ lạc Gaul trong một cuộc nổi dậy chống lại Cộng hòa La Mã trong giai đoạn cuối của chiến tranh xứ Gallia do Julius Caesar khởi xướng.
Vercingetorix lên nắm quyền sau khi được chỉ định chính thức làm thủ lĩnh của Arverni tại oppidum Bibracte năm 52 TCN. Ông ngay lập tức thành lập một liên minh với các bộ tộc Gaul khác, nắm quyền chỉ huy và kết hợp tất cả các lực lượng, và dẫn dắt họ trong cuộc nổi dậy lớn nhất Gaul chống lại sức mạnh của Cộng hòa La Mã. Ông đã thắng trận Gergovia, trong đó có 46 centurion và 700 legion đã chết và hơn 6.000 người bị thương, trận này quân đoàn La Mã của Caesar đã phải rút lui.
Tuy nhiên, Caesar đã khai thác sự phân chia trong nội bộ Gaulish để dễ dàng chinh phục vùng đất này, và nỗ lực của Vercingetorix đoàn kết Gauls chống lại cuộc xâm lược La Mã đến quá muộn. Tại trận chiến Alesia, quân La Mã đã bao vây và đánh bại lực lượng của ông và bắt sống Vercingetorix. Ông bị giam giữ trong năm năm. Năm 46 TCN, để ăn mừng chiến thắng của Caesar, Vercingetorix đã bị đưa đi diễu hành qua các đường phố của Rome 
và sau đó bị xử tử bằng cách thắt cổ theo yêu cầu của Caesar. Vercingetorix chủ yếu được biết đến thông qua tác phẩm của Caesar, Commentaries on the Gallic War.

## Sách tham khảo

### Các nguồn chính
- Julius Caesar, Commentarii de Bello Gallico Book 7
- Dio Cassius, Roman History 40:33-41, 43:19
- Plutarch, Life of Caesar 25-27